# Ewelina Wojnarowska
Ewelina Wojnarowska est une kayakiste polonaise pratiquant la course en ligne née le 13 décembre 1986.

## Palmarès

### Championnats du monde
- 2014 à Moscou,  Russie
  -  Médaille d'or en K-1 4x200 m

- 2013 à Duisbourg,  Allemagne
  -  Médaille d'argent en K-1 4x200 m

- 2011 à Szeged,  Hongrie
  -  Médaille de bronze en K-1 4x200 m

- 2010 à Poznań,  Pologne
  -  Médaille d'argent en K-2 200 m

- 2007 à Duisbourg,  Allemagne
  -  Médaille d'argent en K-2 1000 m
  -  Médaille de bronze en K-4 500 m

### Championnats d'Europe
- 2015 à Račice  Hongrie
  -  Médaille d'or en K-1 500 m

- 2014 à Brandebourg  Allemagne
  -  Médaille d'argent en K-4 500 m

- 2011 à Belgrade  Serbie
  -  Médaille de bronze en K-1 500 m

- 2010 à Trasona  Espagne
  -  Médaille de bronze en K-2 500 m

- 2009 à Brandebourg  Allemagne
  -  Médaille de bronze en K-4 500 m

- 2008 à Milan  Italie
  -  Médaille d'argent en K-4 1000 m

- 2007 à Pontevedra  Espagne
  -  Médaille d'argent en K-2 1000 m
  -  Médaille de bronze en K-4 500 m